# Нижньодніпровський трубопрокатний завод
Нижньодніпровський трубопрокатний завод (раніше Катеринославський державний металургійний завод імені Карла Лібкнехта) — підприємство металургійної промисловості в Дніпрі. Підприємство спеціалізується на виробництві зварних і безшовних труб для видобутку і транспортування нафти і газу, є третім в світі виробником коліс і бандажів для залізничного транспорту. Виробничі потужності заводу - більше 1,1 млн т сталевої продукції на рік.
Входить до групи «Інтерпайп».

## Історія
- 1891 р - біля станції Горяїново німецький підприємець Б. Гантке ввів в експлуатацію цвяховий завод
- 1909 р - Б. Гантке переніс завод на лівобережжя з метою його розширення і освоєння трубного виробництва. Для цього було викуплено збанкрутілий внаслідок кризи 1903 року завод Франко - російських вагонних майстерень, що виготовляв трамвайні вагони
- 1909-1911 рр - реконструкція заводу, пуск нових цехів: механічного, електричного, теплосилового, ЗДЦ
- 1913 р - став до ладу старотрубний цех з трубопрокатною установкою «Бріде»
- 1914 р - націоналізація заводу: вивіска на прохідній «Нижньодніпровські державні секвеструвані заводи Б. Гантке»
- 1920-ті рр - створені проектно-конструкторський відділ, бухгалтерська та фінансова служби, відділи капітального будівництва, головного механіка та головного енергетика
- 1922 р - заводу присвоєно ім'я німецького революціонера К. Лібкнехта, організована школа ФЗО
- 1931 р - пуск мартенівського цеху
- 1932 р - в старотрубном цеху вперше в СРСР почали виробництво бурильних труб
- 1935 р - введення в експлуатацію першого в країні колесопрокатного і новотрубного цехів
- 1936 р - утворені цех ремонту металургійних печей, ВТК і цех зв'язку
- Серпень 1941 р - прийнято рішення про евакуацію заводу: 6 ешелонів з устаткуванням і сім'ями фахівців вивезені на уральські підприємства
- 1941-1945 рр - на фронтах Другої світової воювали більше 1000 заводчан, 289 осіб не повернулися з полів битв, 6 працівників ЗКЛ нагороджені званням «Герой Радянського Союзу»
- 1943-1948 рр - післявоєнна реконструкція заводу
- 1943 р - організовані відділи праці та зарплати і виробничий, копровий і ремонтно-будівельний цехи
- 1955 р - введено в стрій трубоелектрозварювальний цех
- 1962 р - в ТЕЗЦ вперше в країні впроваджено радіочастотне зварювання труб
- 1962 р - пуск цеху шарікоподшипникових труб (ТПЦ-3)
- 1968 р - введено в експлуатацію найбільший в Європі трубопрокатний цех № 4 з пілігрімовою установкою 5.12
- 1975 р - став до ладу трубопрокатний цех № 5 (стан 140), створений цех КВП
- 1983 р - в ТПЦ-3 введено в дію унікальну ділянку з виробництва високоточних труб для корпусів ПЕД і ПЕН
- 1987 р - прокатане перше кільце на кільцебандажній лінії
- 1994 р - створено акціонерне товариство «НТЗ»
- 1994 р - завод першим в СНД отримав сертифікати Американського Інституту нафти на право випуску труб нафтового сортаменту
- 1995 р - пуск вакууматора в мартенівському цеху
- 1996 р - отримано перший в СНД сертифікат TUV на випуск конкурентоспроможних на світовому ринку коліс
- 2001 р - створено Інститут розвитку Інтерпайп НТЗ
- 2003 р - вперше в СНД в КПЦ налагоджено серійне виробництво катаних колісних центрів для ж/д коліс
- 2007 р - Нижньодніпровський трубопрокатний завод перейменований у ВАТ «ІНТЕРПАЙП НТЗ»
- 2008 р - в ТПЦ-4 вперше в Україні освоєно новий вид антикорозійного високогерметичного нарізного сполучення UPJ
- 2008-2009 рр - здані в експлуатацію унікальні лінії з обробки та контролю експортних коліс
- 2012 р - закриття мартенівського виробництва у зв'язку з пуском електросталеплавильного заводу «Інтерпайп Сталь»
- 2013 р - введення в експлуатацію двох пильних комплексів «Linsinger», які підвищили якість обробки труб і коліс
- 2017 р. - рівень завантаження виробничих потужностей трубопрокатного цеху №3 – 41%, трубопрокатного цеху №4 – 66%, трубопрокатного цеху №5 – 52%, колесопрокатного цеху – 73%, кільцебандажної лінії – 6%[1]
- 2018 р. - «Інтерпайп НТЗ» реалізував інвестпроект з модернізації дільниці термічної обробки труб у трубопрокатному цеху №4. Сума інвестицій – $5 млн[1]
- 2018 р. - «Інтерпайп НТЗ» стартувала реалізація інвестпроекту зі збільшення потужностей для виробництва обсадних труб з преміальними різьбовими з’єднаннями. Сума інвестицій – $14 млн. Запуск нової виробничої лінії (потужність – близько 70 тис. т продукції з преміальними різьбовими з’єднаннями на рік) планується в 2019 році[1]
- 2018 р. - «Інтерпайп НТЗ» розпочав реалізацію інвестпроекту зі збільшення потужностей для виробництва чистових механічно оброблених коліс. Сума інвестицій – $15 млн. Запланований термін завершення – четвертий квартал 2019 р. Очікуваний період окупності – 2 роки[1]

Завод виник наприкінці ХІХ століття на основі злиття підприємств «Шарль та Густав Шодуар» та цвяхового заводу підприємця Бернарда Гантке.
Після значного спаду виробництва у 1917-1920 рр. починається відновлення заводу. У 1925 р. проведено суттєву модернізацію обладнання підприємства, 1931 р. відбувся пуск мартенівського цеху, а у 1932 р. у старотрубному цеху вперше в СРСР почали виробництво бурильних труб.
У 1933 р. розпочато будівництво першого в світі по продуктивності цеху суцільнокатаних коліс для залізничного транспорту. У 1934 р. запущена в експлуатацію мартенівська піч № 4. Станом на 1933 р. на заводі працювали 7020 кадрових робітників, 460 інженерно-технічних працівників і 342 службовців.
Нині завод є одним з найбільших в Україні виробників сталевих труб різного призначення, залізничних коліс, бандажів, великогабаритних кільцевих виробів тощо.

## Персонал та зарплатня
Чисельність персоналу — 4,816 осіб.
Середня заробітна плата ( до стягнення податків на рівні працівника) —143 тис. грн на рік.

## Об'єми виробництва
Суцільнокатані залізничні колеса:
- 2012 — 209 тис. т
- 2013 — 186 тис. т
- 2014 — 121 тис. т
- 2015 — 94 тис. т
- 2016 — 105 тис. т
- 2017 — 165 тис. т
- 2018 — 134  тис. т

Труби сталеві безшовні гарячедеформовані:
- 2012 — 178 тис. т
- 2013 — 148 тис. т
- 2014 — 115 тис. т
- 2015 — 97 тис. т
- 2016 — 101 тис. т
- 2017 — 131 тис. т
- 2018 — 119 тис. т

Труби обсадні й муфти до них:
- 2012 — 221 тис. т
- 2013 — 174 тис. т
- 2014 — 167 тис. т
- 2015 — 57 тис. т
- 2016 — 43 тис. т
- 2017 — 106 тис. т
- 2018 — 144 тис. т